# 강철제국
《강철제국》(Steel Empire)은 1999년 데니암의 손노리가 개발한 컴퓨터 게임이다.
막대한 부채에 시달리고 있는 화이트울프 용병단을 운영하여, 임무 수행과 무역을 통해 자금을 모아 30,000,000 겔더의 부채를 모두 상환하는 것이 게임의 목적이다.
용병단을 운영하여 부채를 갚아 나간다는 주요 설정과 게임 시스템이 일본 게임 《하이리워드》를 모방했기 때문에 비난이 일었으나, 이 게임만의 독창성이 있다는 평가도 있다. 이 게임은 초반의 난이도가 매우 높아 대중적인 인기를 끌지는 못했지만, 어려운 도전을 즐기는 게이머들에게는 호평받았다.

## 참고 문헌
1. 1 2  윤원상 (2000년 7월 31일). “강철제국 리뷰”. 게임스팟 코리아. 2008년 2월 29일에 확인함.[깨진 링크(과거 내용 찾기)]